# Teaser and the Firecat
Teaser and the Firecat ist das fünfte Studioalbum des Sängers und Songwriters Cat Stevens. Es erschien 1971. Der größte Hit des Albums war Morning Has Broken.

## Geschichte
Nach dem erfolgreichen Comeback mit den Alben Mona Bone Jakon und Tea for the Tillerman im Jahre 1970 wurde Cat Stevens noch populärer, als Hal Ashby zahlreiche Stevens-Titel für den Film Harold und Maude verwendete.
Sein im September 1971 veröffentlichtes Album Teaser and the Firecat verkaufte sich noch besser als die Vorgängeralben. Das Album erreichte in den USA den zweiten Platz der Albumcharts und in Großbritannien Platz 3. In Deutschland kam das Album wie auch die erfolgreichste Single Morning Has Broken nicht in die Top Ten der Charts, sondern belegte Platz 23.
Auf dem Cover des Albums sind ein Junge mit einem blauen Hut und eine feuerrote Katze zu sehen. Die Zeichnungen stammen von Cat Stevens. 1972 veröffentlichte er ein Kinderbuch mit Geschichten dieser beiden als Hauptpersonen. Das Buch wurde seit Mitte der 1970er Jahre nicht wieder aufgelegt.
Das Album wurde im Jahre 2000 in einer von Ted Jensen remasterten Version wiederveröffentlicht. Eine weitere Wiederveröffentlichung als Doppel-CD (Deluxe Edition) erfolgte 2008 mit schriftlichen Kommentaren zum Album von Stevens, Alun Davies und Paul Samwell-Smith. Die CD wurde erneut remastert und die Bonus-CD enthält Demo- und Liveversionen unter den Künstlernamen Cat Stevens und Yusuf.

## Titelliste
Alle Songs, mit Ausnahme von Morning Has Broken, wurden von Cat Stevens geschrieben.

### LP/CD-Version
1. The Wind – 1:42
2. Rubylove – 2:37
3. If I Laugh – 3:20
4. Changes IV – 3:32
5. How Can I Tell You – 4:24
6. Tuesday’s Dead – 3:36
7. Morning Has Broken (Eleanor Farjeon) – 3:20
8. Bitterblue – 3:12
9. Moonshadow – 2:52
10. Peace Train – 4:04

### Deluxe Edition (2008)
Zweite CD:
1. Moonshadow [Live at the Troubadour] – 3:06
2. Rubylove [Demo Version] – 2:53
3. If I Laugh [Demo Version] – 4:04
4. Changes IV [Demo Version] – 3:36
5. How Can I Tell You [Demo Version] – 4:03
6. Morning Has Broken [Demo Version] – 2:49
7. Bitterblue [Royal Albert Hall 1972] – 3:38
8. Tuesday’s Dead [Majikat Earth Tour 1976] – 4:09
9. Peace Train [Royal Albert Hall 2003] – 4:12
10. The Wind [from Yusuf’s Café] – 1:59

## Kommerzieller Erfolg

### Chartplatzierungen
| ChartsChartplatzierungen       | Höchstplatzierung | Wochen |
| ------------------------------ | ----------------- | ------ |
| Deutschland (GfK)              | 23 (49 Wo.)       | 49     |
| Schweiz (IFPI)                 | 67 (1 Wo.)        | 1      |
| Vereinigte Staaten (Billboard) | 2 (67 Wo.)        | 67     |
| Vereinigtes Königreich (OCC)   | 2 (93 Wo.)        | 93     |

| ChartsJahrescharts (1972) | Platzierung |
| ------------------------- | ----------- |
| Deutschland (GfK)         | 33          |

### Auszeichnungen für Musikverkäufe
| Land/Region                  | Auszeichnungen für Musikverkäufe (Land/Region, Auszeichnung, Verkäufe) | Verkäufe  |
| ---------------------------- | ---------------------------------------------------------------------- | --------- |
| Deutschland (BVMI)           | Platin                                                                 | 500.000   |
| Frankreich (SNEP)            | Gold                                                                   | 100.000   |
| Schweiz (IFPI)               | Platin                                                                 | 50.000    |
| Vereinigte Staaten (RIAA)    | 3× Platin                                                              | 3.000.000 |
| Vereinigtes Königreich (BPI) | Gold                                                                   | 1.000.000 |
| Insgesamt                    | 2× Gold · 5× Platin ·                                                  | 4.650.000 |

Hauptartikel: Cat Stevens/Auszeichnungen für Musikverkäufe